# Cuarta Internacional Posadista
La Cuarta Internacional Posadista es una asociación obrera internacional trotskista. Fue fundada en 1962 por el argentino J. Posadas, quien había sido líder del Buró de América Latina de la Cuarta Internacional en la década de 1950, y de la sección de la Cuarta Internacional en Argentina. Entre su separación del Secretariado Internacional de la Cuarta Internacional, en 1962, y la muerte de Posadas, en 1981; los posadistas desarrollaron una corriente de comunismo que incluía varias ideas marginales, lo que los puso en conflicto con grupos de izquierda más tradicionales.
El posadismo se destacó por intentar asociar las tesis sobre ufología con la lucha por el socialismo. Argumentando que solo el comunismo puede permitir el desarrollo de los viajes interplanetarios, concluyeron que los extraterrestres visitantes de otros planetas deben vivir en sociedades comunistas altamente avanzadas y podrían ayudar a los comunistas terrestres a lograr la revolución mundial.
La Cuarta Internacional Posadista llegó a tener más de 15 partidos miembros repartidos por el planeta; pero en la actualidad apenas quedan miembros de este movimiento, y el único partido organizado que continúa funcionando es el Partido Obrero Revolucionario del Uruguay (integrante del Frente Amplio y del Grupo Progresista del Parlamento del Mercosur).

## Historia
Cuando la Cuarta Internacional se dividió en 1953, Posadas y sus seguidores se pusieron del lado de Michel Pablo y el Secretariado Internacional de la Cuarta Internacional (SI-CI).
En 1959, los posadistas comenzaron a pelear con la mayoría del SI-CI sobre la cuestión de la guerra nuclear, siendo Posadas uno de sus proponentes ya que, según él, destruiría el capitalismo y despejaría el camino para el socialismo.
En 1962, los posadistas finalmente se separaron del SI-CI para formar la Cuarta Internacional (Posadista). El grupo inicialmente tenía seguidores en varios países, particularmente entre los trabajadores ferroviarios en Cuba, los trabajadores del estaño en Bolivia y los trabajadores agrícolas en Brasil.
A fines de la década de 1960, los posadistas se interesaron cada vez más en los OVNIs, alegando que eran evidencia del socialismo en otros planetas. La organización pronto comenzó a disminuir en influencia y membresía, ayudada por un Posadas cada vez más paranoico que, en 1975, expulsó a muchos de sus miembros.
La muerte de Posadas, en 1981, significó la disolución virtual de la organización, con solo unos pocos grupos aislados que continúan operando hasta el día de hoy. En el Reino Unido, el Revolutionary Workers' Party fue fundado en 1963 por miembros posadistas de la Revolutionary Socialist League y, a pesar de varios cismas y una membresía cada vez menor, continuó publicando su periódico Red Flag hasta el año 2000.